# Sciara globosa
Sciara globosa är en tvåvingeart som beskrevs av Franklin William Pettey 1918. Sciara globosa ingår i släktet Sciara och familjen sorgmyggor.
Artens utbredningsområde är Kalifornien. Inga underarter finns listade i Catalogue of Life.